# Xintan, Anhui
Xintan (kinesiska: 新潭) är en köping i östra Kina. Den ligger i stadsdistriktet Tunxi i staden Huangshan i provinsen Anhui, omkring 260 kilometer söder om provinshuvudstaden Hefei. Antalet invånare är 11 887. Befolkningen består av 5 699 kvinnor och 6 188 män. Barn under 15 år utgör 12,0 %, vuxna 15-64 år 79 %, och äldre över 65 år 8,0 %.